# Kurovice
Kurovice település Csehországban, Kroměříži járásban. Kurovice Tlumačov, Míškovice, Ludslavice és Hulín településekkel határos. Lakosainak száma 256 fő (2024. január 1.).

## Népesség
A település lakosságának változását az alábbi diagram mutatja:
| Lakosok száma | 255  | 492  | 529  | 390  | 290  | 248  | 263  | 261  | 254  | 256  |
|               | 1869 | 1900 | 1921 | 1961 | 1980 | 2011 | 2016 | 2019 | 2021 | 2024 |